# 小泉令三
小泉 令三（こいずみ れいぞう、1955年 - ）は、日本の教育学者。福岡教育大学教授。教育心理学・学校心理学・生徒指導を専門としている。

## 来歴
福井県芦原町（現・あわら市）出身。福井県立藤島高等学校、大阪大学理学部化学科卒業。
大学卒業後、福井県の公立小学校・中学校で教員として勤務する。その後、兵庫教育大学大学院修士課程、広島大学大学院教育学研究科博士課程前期を修了し、1987年から福岡教育大学で勤務する。
1995年11月22日、「小・中学校での環境移行事態における児童・生徒の適応過程 -中学校入学・転校を中心として」により広島大学から博士（心理学）を取得する。

## 著書

### 単著
- 『小・中学校での環境移行事態における児童・生徒の適応過程 中学校入学・転校を中心として』（風間書房、1997年11月30日発行、ISBN 4-75-991063-8）
- 『新しい出会いを活かして 転校を心理学する』（北大路書房、2002年10月発行、ISBN 4-76-282285-X）
- 『地域と手を結ぶ学校 アメリカの学校・保護者・地域社会の関係から考える』（ナカニシヤ出版、2004年4月発行、ISBN 4-88-848843-6）
- 『図説 子どものための適応援助 生徒指導・教育相談・進路指導の基礎』（北大路書房、2006年9月発行、ISBN 4-76-282530-1）
- 『よくわかる生徒指導・キャリア教育』（ミネルヴァ書房、2010年4月20日発行、ISBN 978-4-623-05615-6）
- 『社会性と情動の学習 (SEL-8S) の導入と実践』（ミネルヴァ書房、2011年9月10日発行、ISBN 978-4-62-306143-3）

### 共著
- 『子どもの学校適応を促進しよう 新しい校内研修のためのテキスト』（安部順子・大坪靖直・友清由希子・中島義実・森田愛子と共著、ブレーン出版、2007年11月発行、ISBN 978-4-89242-920-0）
- 『社会性と情動の学習 (SEL-8S) の進め方 小学校編』（山田洋平との共著、ミネルヴァ書房、2011年12月10日発行、ISBN 978-4-62-306144-0）
- 『社会性と情動の学習 (SEL-8S) の進め方 中学校編』（山田洋平との共著、ミネルヴァ書房、2011年12月10日発行、ISBN 978-4-62-306145-7）

### 翻訳
- モーリス・J・イライアス、ロジャー・P・ワイスバーグ、マーク・T・グリーンバーグ、ヨセフ・E・ジンズ、マーク・T・グリーンバーグ、カリン・フレイ、ノリス・M・ハイネス『社会性と感情の教育 教育者のためのガイドライン39』（北大路書房、1999年12月発行、ISBN 4-76-282164-0）

## 社会的活動
- 日本教育心理学会 理事[6]
- 学校心理士認定運営機構 福岡支部長[7]
- 福岡市学力向上検討委員会 委員長[8]
- 福岡市検証改善委員会 委員長[9]